# Chitra Banerjee Divakaruni

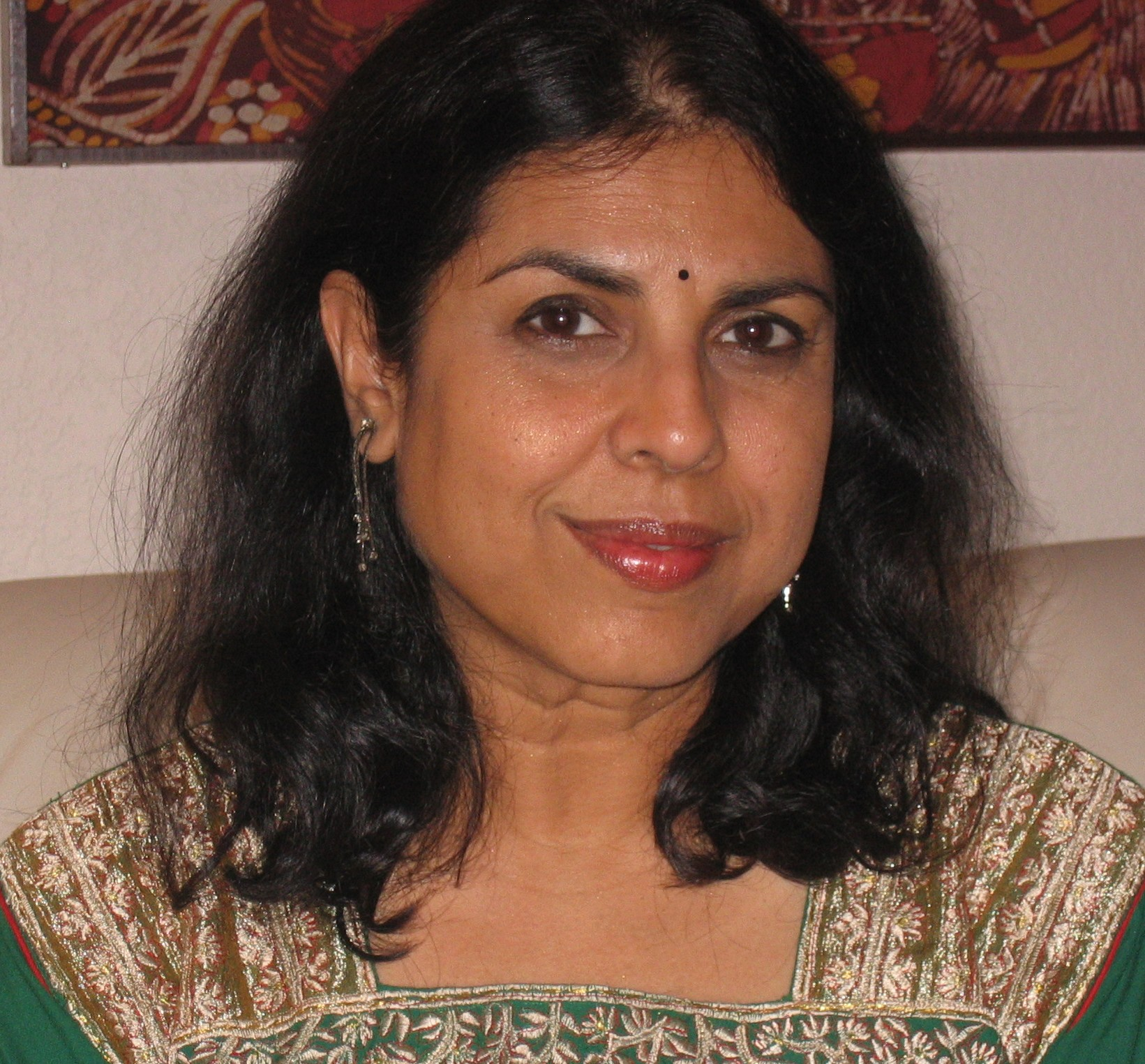
Chitra Banerjee Divakaruni (2008)

Chitra Banerjee Divakaruni, Geburtsname: Chitralekha Banerjee (* 29. Juli 1956 in Kalkutta, Indien) ist eine indisch-amerikanische Schriftstellerin und Professorin für Kreatives Schreiben an der Universität Houston. Sie lebt in Houston, USA.

## Leben
Chitra Banerjee Divakaruni wuchs in Kalkutta, Indien, auf und lebte dort bis zu ihrem 20. Lebensjahr. Nach dem Abschluss ihres Bachelorstudiums im Jahr 1976 an der Universität von Kalkutta, wechselte sie an die Wright State University in den USA, um dort ein Masterstudium zu absolvieren. Ein Promotionsstudium an der University of California, Berkeley im Fach Englische Literatur schloss sich an, das sie 1985 beendete. Thema ihrer Doktorarbeit war der englische Dichter und Dramatiker Christopher Marlowe. Während der Promotion unterrichtete sie auch als Assistentin an der University of California. Im Anschluss lehrte sie am Foothill College in Los Altos, Kalifornien und am Diablo Valley College. Sie hält die Betty-and-Gene-McDavid-Professur an der Universität Houston in Texas (USA) im Fachbereich Kreatives Schreiben.
Chitra Banerjee Divakaruni begründete im Jahr 1991 die Organisation Maitri mit, die eine Notfall-Hotline für südasiatische Frauen betreibt, welche häusliche Gewalt erleben. Der Organisation stand sie auch einige Jahre als Präsidentin vor. Nach wie vor ist sie im Vorstand, wie auch im Vorstand einer ähnlichen Organisation in Houston, namens Daya. Darüber hinaus engagierte sie sich viele Jahre im Vorstand von Pratham Houston, einer Nichtregierungsorganisation, die sich der Alphabetisierung benachteiligter indischer Kinder verschrieben hat. Sie ist nach Rückzug aus der aktiven Verbandsarbeit Ehrenmitglied der Organisation.
Chitra Banerjee Divakaruni ist seit 29. Juni 1979 verheiratet mit S. Murthy Divakaruni. Das Paar hat zwei Söhne, Anand und Abhay (deren Namen sie in ihren Kinderbüchern verwendet hat).

## Werk
Schauplätze von Divakarunis Werken sind überwiegend Indien und die Vereinigten Staaten von Amerika. Sie handeln von den Erfahrungen von Einwanderern aus dem Südasiatischen Raum. Ihre Arbeiten bewegen sich in einer Bandbreite verschiedener Genres, vom realistischen über den historischen Roman bis hin zum Magischen Realismus, Fantasy-Roman und Kinderbuch.
Ihre Sammlung von Kurzgeschichten, Arranged Marriage (Der Duft der Mangoblüten), gewann 1995 den American Book Award. Zwei ihrer Romane, Die Hüterin der Gewürze und Die Prinzessin im Schlangenpalast, sowie ihre Kurzgeschichte The Word Love wurden verfilmt. Die Hüterin der Gewürze kam für den Orange Prize in die engere Auswahl.

### Prosa und Lyrik
Werke von Chitra Banerjee Divakaruni wurden in über 50 Magazinen publiziert, darunter in The Atlantic Monthly und The New Yorker. Darüber hinaus ist sie in über 50 Anthologien vertreten, u. a. den Anthologien Best American Short Stories, O. Henry Prize Stories und der Veröffentlichung zum Pushcart Prize. Ihre Prosawerke wurden in 29 Sprachen übersetzt, darunter Holländisch, Hebräisch, Indonesisch, Bengali, Türkisch und Japanisch.
Ihre schriftstellerische Karriere startete Divakaruni als Lyrikerin. Ihre letztveröffentlichten Lyrikbände sind Black Candle und Leaving Yuba City. Sie gewann zahlreiche Preise für ihre Gedichte, darunter den Gerbode Award, den Barbara Deming Memorial Award und den Allen Ginsberg Award. Die erste Kurzgeschichtensammlung Arranged Marriage (Der Duft der Mangoblüten), die den American Book Award, den PEN Josephine Miles Award und den Bay Area Book Reviewers Award gewann, machte sie auch als Prosaautorin bekannter.
Der größere Teil ihrer Romane wendet sich zwar an ein erwachsenes Publikum, jedoch hat sie mit der Anand-Reihe auch eine Fantasy-Serie für Jugendliche und junge Erwachsene verfasst, die – anders als der Großteil ihrer Romane für Erwachsene – vollständig in Indien spielt und sich mit der dortigen Kultur und Folklore befasst. Der erste Band der Reihe, Anand und das Geheimnis des Silbertals (The Conch Bearer), wurde 2003 für den Bluebonnet Award nominiert. Darüber hinaus war er in den Bestenlisten Publisher’s Weekly Best Books of the Year, Booklist Editor’s Choice, Pacific Northwest Young Reader’s Choice Award Master List und der Rebecca Caudill Award Master List vertreten.
Der Roman Palast der Hoffnung hatte in Indien über ein Jahr lang den Status eines landesweiten Bestsellers. Er ist eine Neuerzählung des indischen Epos Mahabharata aus Draupadis Perspektive. Die Indiatimes nahm das Buch in die Liste der 12 Bücher indischer Autoren auf, die man lesen sollte.

### Adaptionen für Film, TV, Theater und Oper
Divakarunis Roman Die Hüterin der Gewürze kam als gleichnamiger Film im Jahr 2005 in der Regie von Paul Mayeda Berges auf den Markt, das Drehbuch verfasste Berges zusammen mit seiner Frau, Gurinder Chadha. In den Hauptrollen waren Aishwarya Rai und Dylan McDermott zu sehen. Der Roman Die Prinzessin im Schlangenpalast wurde von Suhasini Mani Ratnam in eine Fernsehserie auf Tamil umgearbeitet und in Indien unter dem Titel Anbulla Snegidheiye (Liebende Freundin) ausgestrahlt. Im Jahr 2018 sicherten sich die Produzenten NR Pachisia und Dipankar Jojo Chaki die Rechte an der Verfilmung von Palast der Hoffnung.
Die Erzählung Clothes aus Der Duft der Mangoblüten wurde in das Theaterstück Arranged Marriage umgearbeitet und von der Sacramento Theater Company im Jahr 2010 aufgeführt. Darüber hinaus wurde die Erzählung in ein Tanztheaterstück übersetzt und unter der Regie von Roberta Uno vom New World Theater an der University of Massachusetts Amherst auf die Bühne gebracht.
2013 schrieb Divakaruni das Libretto für eine Kammeroper für die Houston Grand Opera unter dem Titel River of Light, die das Leben einer indischen Frau in Houston behandelt. Für die Kompositionen zeichnete Jack Perla verantwortlich. Die Uraufführung fand im Jahr 2014 statt. Darüber hinaus wurde es 2015 von der freien Opernkompagnie Festival Opera unter der Regie von Tanya Kane-Parry im Oakland Asian Cultural Center erneut aufgeführt.
Palast der Hoffnung wurde in ein Stück namens Fire and Ice: Draupadi's Story von Joe DiSabatino umgeschrieben und unter seiner Regie in Indien aufgeführt.
Die Filmrechte am Roman One Amazing Thing hat sich die Hollywood-Produktionsfirma Gillen Group gesichert.

## Auszeichnungen
- 1988: The Hackney Literary Award des Birmingham-Southern College, Alabama
- 1989: Barbara Deming Memorial Award
- 1990: Editor’s Choice Award der Literaturzeitschrift Cream City Review
- 1990, 1994: Santa Clara Arts Council Award
- 1992: Gerbode Foundation Award für Leaving Yuba City
- 1992: Besondere Erwähnung beim Paterson Poetry Prize für Black Candle
- 1987: William L. Crawford Fantasy Award
- 1994: Allen Ginsberg Poetry Prize für Gedichte aus Leaving Yuba City und Pushcart Prize für The Walk aus Leaving Yuba City
- 1995: C. Y. Lee Creative Writing Award
- 1996: American Book Award für Arranged Marriage: Stories[16]
- 1995: Josephine Miles Literary Award / P.E.N. Oakland für Der Duft der Mangoblüten
- 1995: Bay Area Book Reviewers Award in der Kategorie Fiction für Der Duft der Mangoblüten
- 1997: Nominierung für den Orange Prize für Hüterin der Gewürze
- 1997: Gelistet in Best Books of 1997 der Los Angeles Times für Hüterin der Gewürze
- 1998: Gelistet in Best Paperbacks of 1998 der Seattle Times für Hüterin der Gewürze
- 1999: Mrs. Dutta Writes a Letter, aufgenommen in die Anthologie The Best American Short Stories
- 2003: The Lives of Strangers, aufgenommen in die Anthologie O'Henry Prize Stories
- 2003: Pushcart Prize für The Lives of Strangers
- 2007: Distinguished Writer Award der South Asian Literary Association
- 2008: Alumna of the Year Award der University of California beim International House Berkeley
- 2009: Cultural Jewel Award des Indian Culture Center, Houston
- 2011: Light of India, Jury-Award für Journalismus und Literatur
- 2012: Outstanding Alumna der Wright State University
- 2015: Premio Scanno für Literatur, Italien

## Werke

### Romane
- Palast der Hoffnung, übers. v. Angelika Naujokat, München (Diana Verlag) 2008. (The Palace of Illusions) ISBN 978-3-453-29026-6, 2009 als Taschenbuch ISBN 978-3-453-35446-3
- Königin der Träume, übers. v. Angelika Naujokat, München (Diana Verlag) 2005. (Queen of Dreams) ISBN 978-3-453-35024-3, 2006 als Taschenbuch ISBN 978-3-453-35132-5
- Wer die Sehnsucht kennt, übers. v. Angelika Naujokat, München (Diana Verlag) 2002. (The Vine of Desire) ISBN 978-3-8284-0069-6, 2004 als Taschenbuch ISBN 978-3-453-87377-3
- Bengalische Sterne, übers. v. Angelika Naujokat, München (Diana Verlag) 2001. (The Unknown Errors of our Lives) ISBN 978-3-8284-0056-6, 2002 als Taschenbuch ISBN 978-3-453-21259-6
- Die Prinzessin im Schlangenpalast, übers. v. Angelika Naujokat, München (Diana Verlag) 1999. (Sister of My Heart) ISBN 978-3-8284-0031-3, 2000 als Taschenbuch ISBN 978-3-453-17710-9
- Die Hüterin der Gewürze, übers. v. Angelika Naujokat, München (Diana Verlag) 1997. (The Mistress of Spices) ISBN 978-3-453-12916-0, 2005 als Taschenbuch ISBN 978-3-453-15014-0

- The Lives of Strangers (2007)
- One Amazing Thing (2010)
- Oleander Girl (2013)
- Before We Visit the Goddess (2016)
- The Forest of Enchantments, HarperCollins India, Uttar Pradesh 2019.[17] ISBN 978-93-5302-598-4.

### Erzählungen
- Der Duft der Mangoblüten, übers. v. Angelika Naujokat, München (Heyne) 1998. (Arranged Marriage: Stories) ISBN 978-3-453-14398-2, 1999 als Taschenbuch (Diana-Verlag) ISBN 978-3-453-16047-7

### Kinderbücher
- Neela: Victory Song, Middleton (American Girl Publishing) 2002. ISBN 978-1-58485-597-2
- Grandma and the Great Gourd. A Bengali Folktale, mit Illustrationen von Susy Pilgrim Waters, (Roaring Brook Press) 2013. ISBN 978-1-59643-378-6

#### Anand-Reihe
- Band 1: Anand und das Geheimnis des Silbertals, übers. v. Gerald Jung u. Katharina Orgaß, London (Bloomsbury) 2007. (The Conch Bearer) ISBN 978-3-8270-5006-9, 2010 als Taschenbuch ISBN 978-3-8270-5401-2
- Band 2: Anand und der magische Spiegel, übers. v. Christiane Schott-Hagedorn, London (Bloomsbury) 2005. (The Mirror of Fire and Dreaming) ISBN 978-3-8270-5007-6, 2010 als Taschenbuch ISBN 978-3-8270-5402-9
- Band 3: Anand im Schattenland, übers. v. Christiane Schott-Hagedorn, London (Bloomsbury) 2010. (Shadowland) ISBN 978-3-8270-5008-3

### Gedichtbände
- Dark like the river, 1987.
- The Reason for Nasturtiums, Berkeley (Berkeley Poets Workshop) 1990. ISBN 978-0-917658-28-0
- Black Candle. Poems About Women from India, Pakistan, and Bangladesh, Corvallis (Calyx Books) 1991. ISBN 978-0-934971-74-4
- Leaving Yuba City, St. Louis (Turtleback Books) 1997. ISBN 978-1-4177-1097-3

### Anthologien
- Multitude: Cross Cultural Readings for Writers. Mcgraw-Hill College, New York City 1993, 2. Aufl. 1996. ISBN 978-0-07-017086-5
- We, Too, Sing America: A Reader for Writers . Mcgraw-Hill Humanities, New York City 1997. ISBN 978-0-07-017084-1
- California Uncovered: Stories for the 21st Century, zus. m. William E. Justice. Heyday Books, Berkeley 2004. ISBN 978-1-890771-97-3

## Weiterführende Literatur
- Abcarian, Richard und Marvin Klotz: Chitra Banerjee Divakaruni, in Literature: The Human Experience, 12. Aufl., Bedford/St. Martin’s, New York 2015. ISBN 978-1-4576-9993-1
- Aldana, Frederick Luis: Chitra Banerjee Divakaruni: The Unknown Errors of Our Lives, in: World Literature Today. University of Oklahoma. 1. Januar 2002.
- Cheung, King-Kok (Hrsg.): Words matter conversations with Asian American writers. Los Angeles (University of Hawaii Press in association with UCLA Asian American Studies Center) 2000. ISBN 978-0-8248-2134-0
- Softsky, Elizabeth: Cross Cultural Understanding Spiced with the Indian Diaspora, in: Black Issues in Higher Education. 14 (15):26. 18. September 1997.
- X. J. Kennedy u. a.: The Bedford Reader, 13. Aufl. Bedford/St. Martin’s, New York 2016. ISBN 978-1-319-03051-3
- Sheetal Majithia: Of Foreigners and Fetishes: A Reading of Recent South Asian American Fiction. In: samarmagazine.org. 2001, abgerufen am 31. Januar 2019.
- Newton, Pauline T.: Transcultural Women of Late Twentieth-Century U.S. American Literature: First-Generation Migrants from Islands and Peninsulas. Ashgate Publishing, Farnham 2005. ISBN 978-0-7546-5212-0
- Merlin, Lara: The Mistress of Spices, in World Literature Today. University of Oklahoma. 1. Januar 1998.
- Johnson, Sarah Anne: Writing outside the Lines, in: Writer 117(3):20. März 2004.
- Nelson, Emmanuel Sampath: Asian American Novelists. A Bio-Bibliographical Critical Sourcebook. Greenwood Press, Westport, Connecticut 2000. ISBN 978-0-313-30911-3